# Tartaristán
Tartaristán, oficialmente República de Tartaristán (en ruso: Республика Татарстан; en tártaro: Татарстан Республикасы) es una de las veinticuatro repúblicas que, junto con los cuarenta y siete óblast, nueve krais, cuatro distritos autónomos y tres ciudades federales, conforman los ochenta y nueve sujetos federales de Rusia. Su capital es Kazán. Está ubicada en el distrito federal del Volga limitando al norte con Chuvasia y Mari-El, al noreste con Kírov y Udmurtia, al sureste con Baskortostán, al sur con Oremburgo y al oeste con Samara y Uliánovsk. La república se encuentra en territorio europeo.

## Terminología
- Tartaristán a veces es llamada también erróneamente "Tartaria".
- En ruso: Республика Татарстан, que se translitera Respúblika Tatarstán.
- Otra versión del nombre ruso es Татария (Tatáriya), que fue oficial durante la república socialista soviética autónoma Tártara.
- En tártaro: Татарстан Республикасы (transliterado Tatarstán Respublikası).
- Otra versión tártara (aunque no oficial) del nombre es Tatarstán Cömhüriäte (cömhüriät es la palabra tártara para decir ‘república’; que proviene del árabe jumhuriyya).

## Historia
Tras la caída del reino mongol de la Horda de Oro, el Kanato de Kazán (1445-1552) ocupó su lugar en la región del Volga-Kama. Los tártaros, descendientes de la antigua población local (los búlgaros del Volga), han formado parte de Rusia desde 1552, cuando el zar Iván IV de Rusia (conocido por el sobrenombre de Iván el Terrible) conquistó el Kanato de Kazán. Son, por tanto, una de las minorías mejor integradas cultural y lingüísticamente en el país, aunque han mantenido su creencia en el islam a pesar de todos los intentos de cristianizarlos.
Después de la Revolución rusa de 1917, se estableció la república soviética tártara-Bashkira el 22 de marzo de 1918. El 27 de mayo de 1920, fue renombrada como república autónoma socialista soviética Tártara. La república de Tatarstán existe en su forma actual desde el 30 de agosto de 1990, pocos meses antes de la disolución de la URSS.
El 21 de marzo de 1992, el pueblo tártaro votó en un referéndum por un Tartaristán soberano que controlase sus recursos naturales, que fuera sujeto del derecho internacional y que tratase con Moscú de igual a igual. Así ratificó su Declaración de soberanía realizada en agosto de 1990, cuando el presidente ruso Borís Yeltsin animaba a las repúblicas rusas a retomar la autonomía que debían tener (véase Desfile de soberanías de las repúblicas autónomas dentro de la RSFS de Rusia). No obstante, el Kremlin no reconoció los resultados del referéndum de 1992.

## Geografía
La república se encuentra en el centro de la llanura europea oriental, aproximadamente 800 km al este de Moscú. Se encuentra entre los ríos Volga y su afluente el Kama. Se extiende hacia el este hasta los montes Urales.
Límites internos con: óblast de Kírov (N), Udmurtia (N/NE), Bashkortostán (E/SE), óblast de Oremburgo (SE), óblast de Samara (S), óblast de Uliánovsk (S/SW), Chuvasia (W), Mari El (W/NW).
- Máxima distancia Norte->Sur: 290 km.
- Máxima distancia Este->Oeste: 460 km.

### Zona horaria
Tartaristán se encuentra en la zona horaria de Moscú (MSK/MSD). UTC +0300 (MSK)/+0400 (MSD).

### Ríos
Los principales ríos son los siguientes:
- Río Volga (navegable).
- Río Kama, afluente del Volga (navegable).
- Río Bélaya, afluente del Kama (navegable).
- Río Ik, afluente del Kama.
- Río Viatka, afluente del Kama (navegable).

### Lagos
Los principales embalses de la república se llaman:
- Kúibyshevskoye
- Nizhnekámskoye

El mayor lago es el Qabán.

### Recursos naturales
Entre los principales recursos de Tartaristán se encuentran el petróleo, el gas natural y el yeso. La región es rica en reservas petrolíferas; de hecho, era uno de los centros de extracción de petróleo más importantes en la época de la Unión Soviética. Se calcula que Tartaristán posee 1000 millones de toneladas métricas en sus depósitos petrolíferos.

## Demografía
Hay unas 70 nacionalidades que habitan la república de Tartaristán. Los principales grupos étnicos son:
- Tártaros (52,9%)
- Rusos (40,2%)
- Chuvasios (alrededor del 3,1%)
- Udmurtos
- Maríes
- Baskires

Las lenguas oficiales son el tártaro y el ruso. El idioma tártaro pertenece a la rama de lenguas túrquicas, de la rama noroccidental (kipchak). Según la Ley Federal de Rusia de 2002 (De las lenguas de los pueblos de la Federación de Rusia), el alfabeto oficial es el cirílico. En el pasado también se intentó que la lengua tártara utilizase un alfabeto árabe adaptado (véase Idioma tártaro).

## Religión
La población es musulmana, cristiana ortodoxa rusa o atea.

## Galería

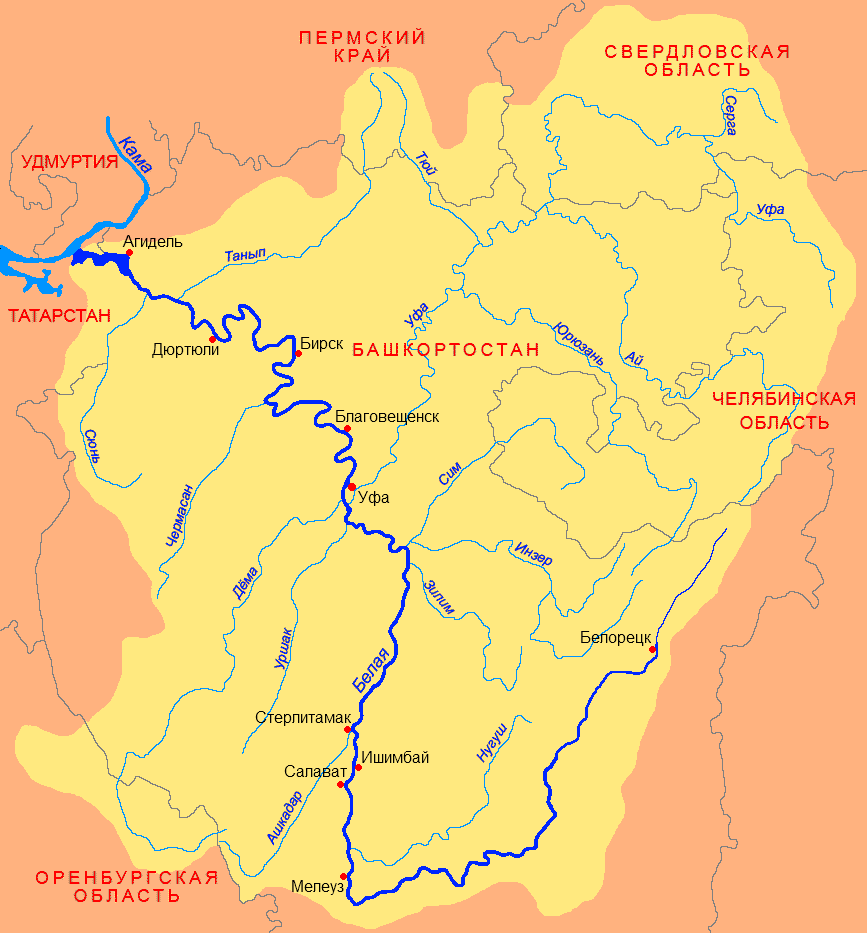
Mapa en ruso del río Belaya, que forma un corto tramo de su frontera noreste, con Baskortostán
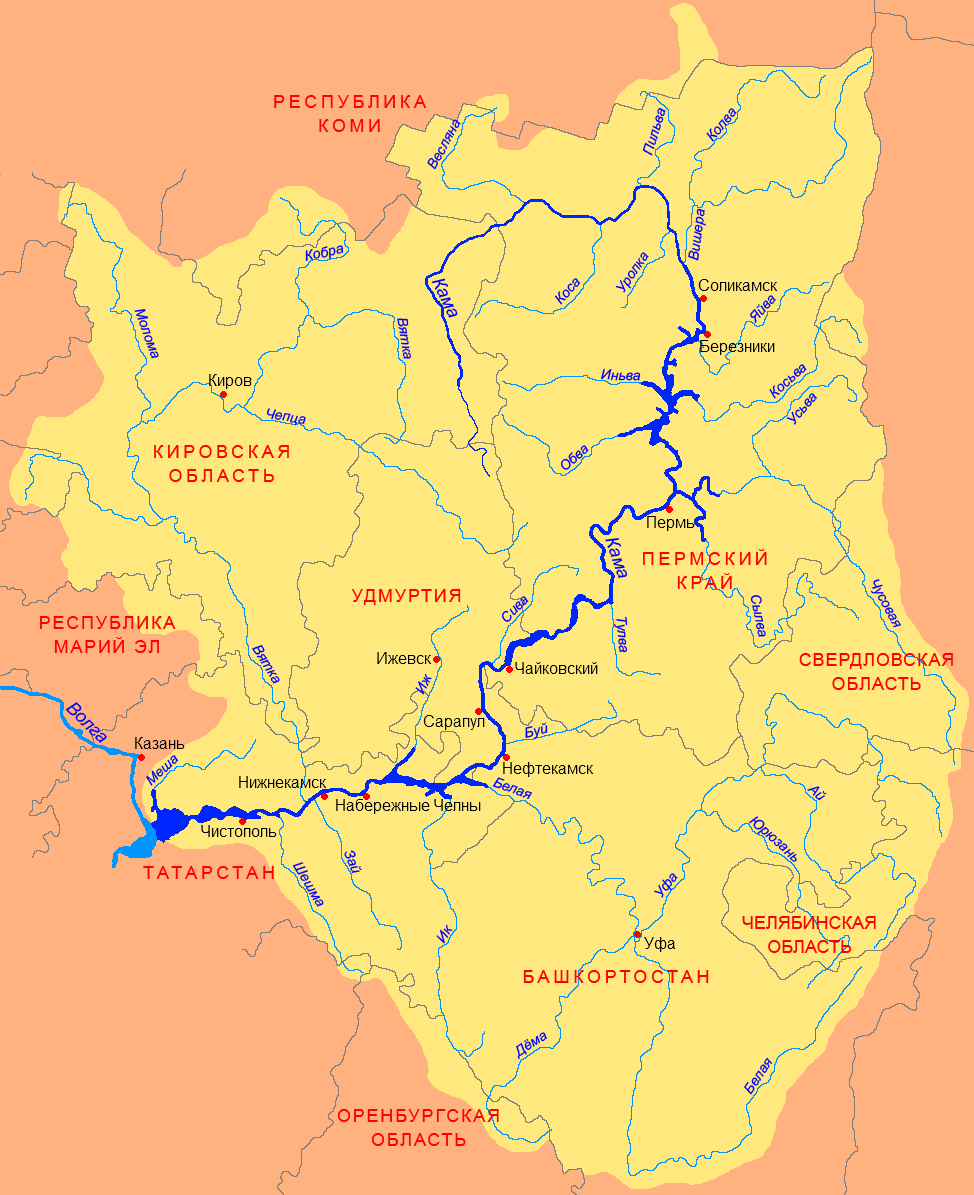
Mapa en ruso del río Kama que fluye en dirección oeste por Tartaristán, hasta confluir con el Volga
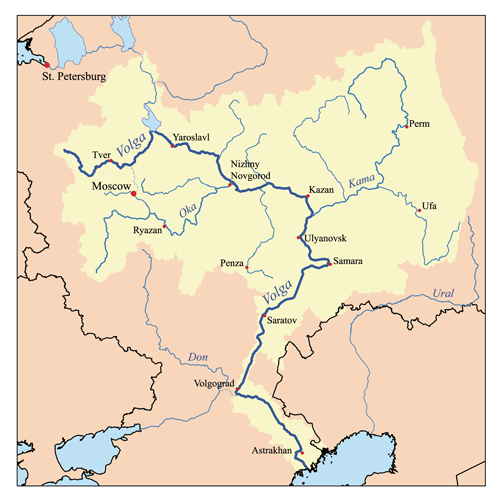
El Volga fluye en dirección sur por el oeste de Tartaristán pasando por su capital, Kazán
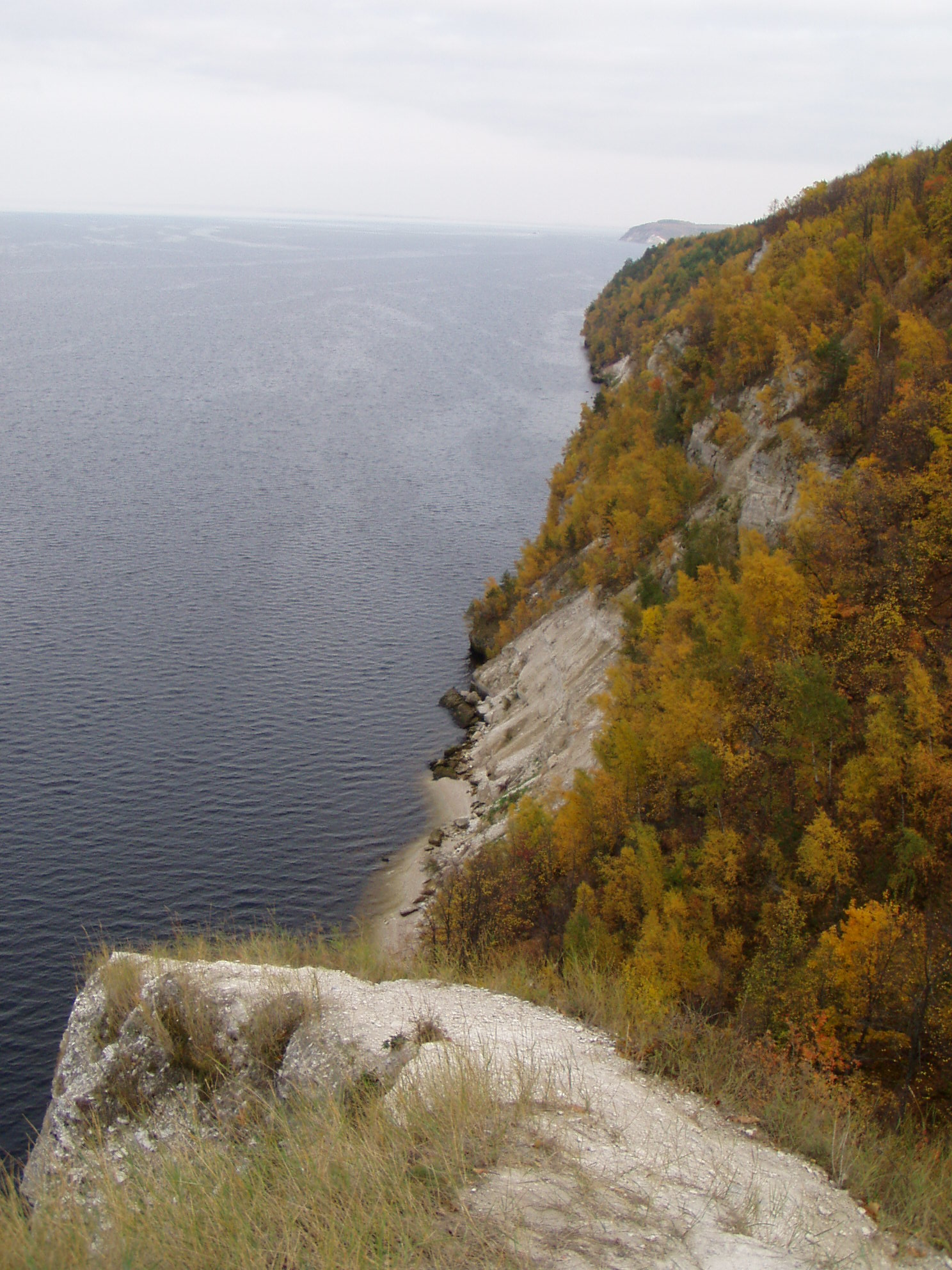
Confluencia de los ríos Volga y Kama
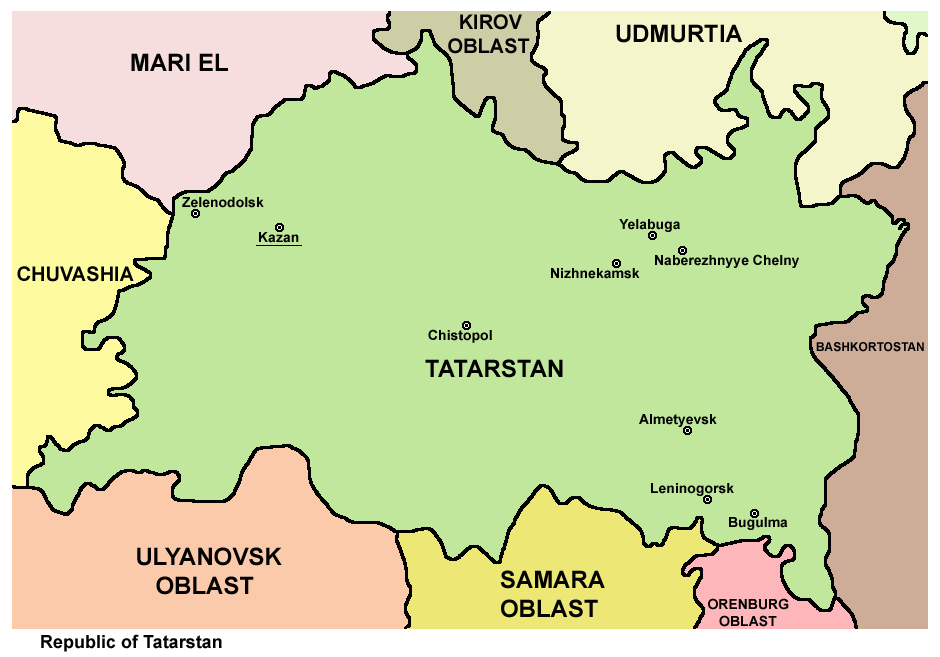
Mapa de Tartaristán
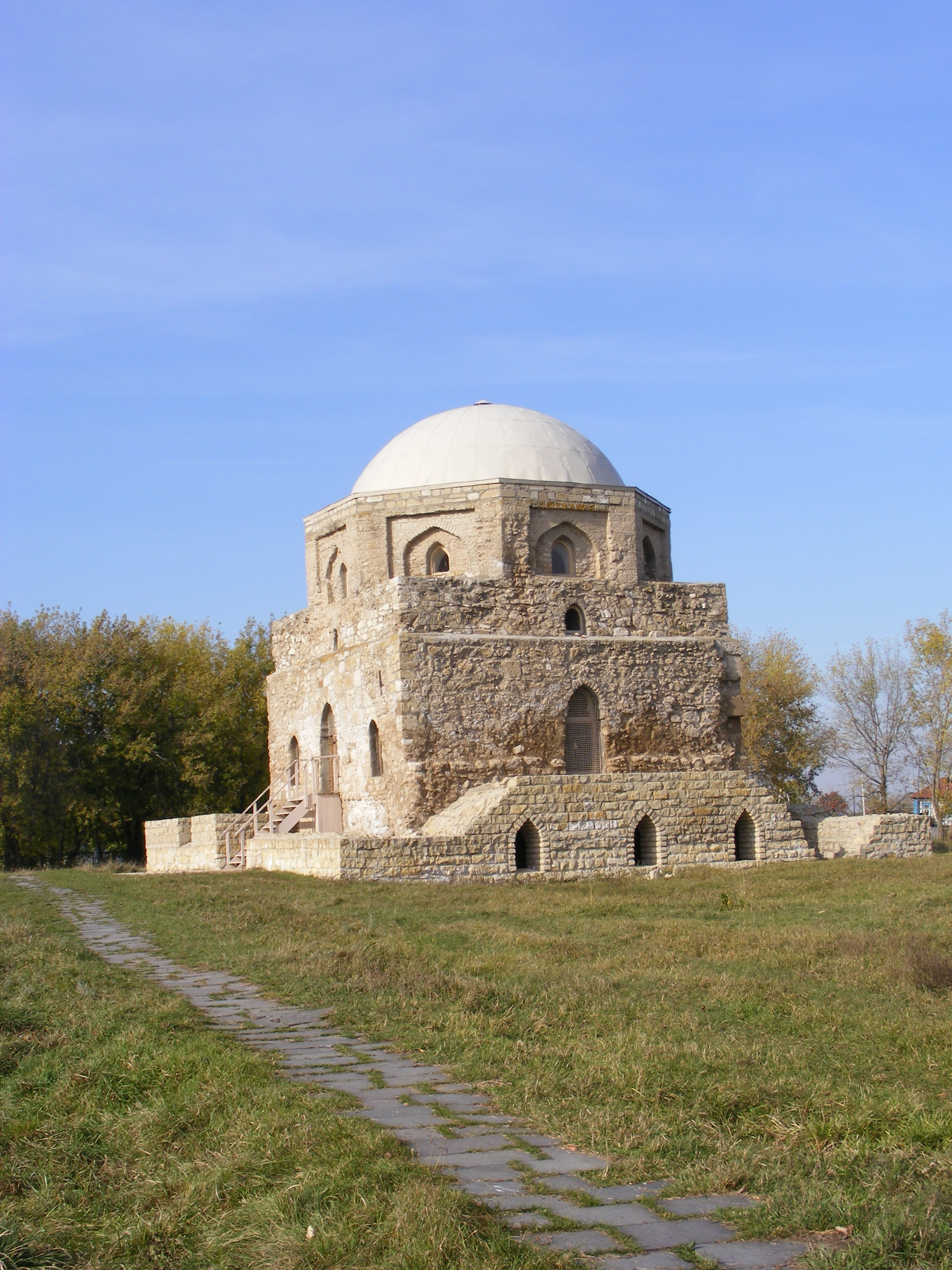
La ciudad de Bulgar